# Läxa

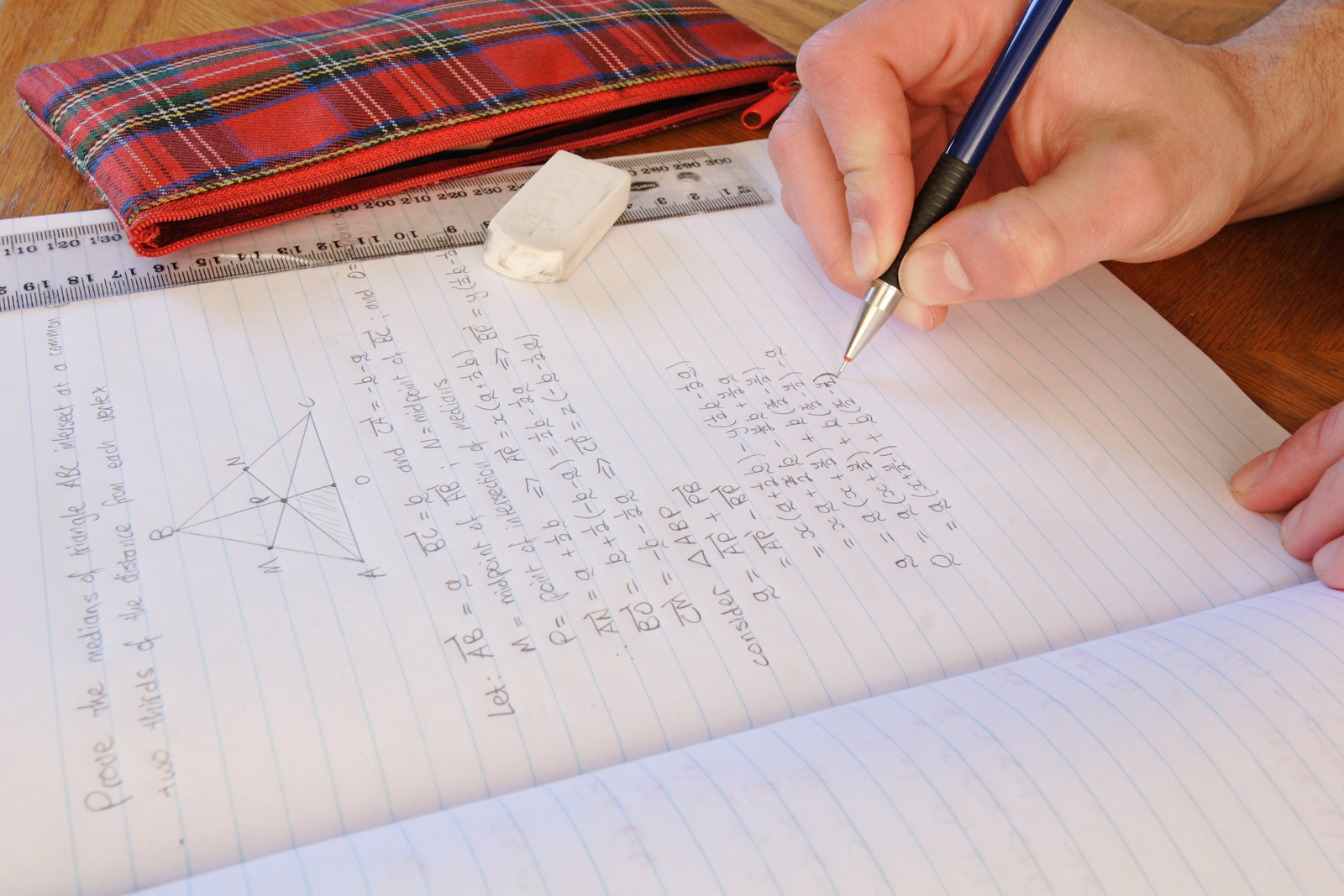
En elev gör en läxa i matematik.

Läxa eller hemläxa syftar oftast på hemuppgifter som ges till elever i viss skolålder, i Sverige i grundskola och gymnasium. Syftet med skolarbete hemma är vanligen att repetera och fördjupa kunskap, eller information, inhämtad i skolan samt att öva förmågan till självständigt arbete.

## Sverige
Skolplikten gäller bara under skoltid och det finns inget stöd i svensk lag att ge hemuppgifter, läxor, utanför skoltiden. Det är därför upp till enskilda rektorer och lärare att ta ställning till läxor. Det är ändå vanligt att skolorna ger läxor.
Skolverket anser att syftet med läxor är att på något sätt bidra till elevernas kunskapsutveckling. Lärare kan ge läxor för att lektionstiden inte är tillräcklig, för att elever ska utveckla positiva studievanor och för att vårdnadshavare ska få insyn i skolarbetet. Det kan också vara för att förbereda elever på något som kommer hända i skolan, lära eleverna att nyttja resurser utanför skolan eller för att en elev som ligger efter i skolarbetet ska kunna ta igen det. Samtidigt påpekar Skolverket att det är viktigt att alla elever får tillgång till material och olika yttre förutsättningar, samt tillräcklig tid på sig att utföra läxan. Läxor ska även följas upp för att upplevas som meningsfulla. Enligt Skolverket ska läxor ha potential att utveckla elevernas kunskaper i en omfattning som står i proportion till den tid som eleverna lägger ner på läxorna.
Ett komplement som ibland förekommer är läxhjälp för eleverna, där målet är att ge stöd i arbetet med hemläxorna. Det kan antingen vara någon som vårdnadshavare själva bekostar eller som tillsätts av skola, bibliotek eller liknande och bekostas av kommun, skola eller frivilligorganisationer. Före detta partiordförande för Vänsterpartiet, Lars Ohly, har i början av 2010-talet förespråkat att läxhjälp ska finnas i skolan eftersom alla elever av olika anledningar inte har möjlighet att få hjälp med läxorna i hemmet. År 2016 blev det möjligt för grundskolornas huvudmän att ansöka om statsstöd för att kunna ge eleverna gratis läxhjälp utanför skoltid. Dock innebar regeringsbeslutet inte att det blev obligatoriskt för skolorna att erbjuda läxhjälp.

## Frankrike
I Frankrike är hemläxor teoretiskt sett förbjudna i grundskolan, från klass ett till fem. Men landets lärare tenderar ändå till att ge hemuppgifter, trots rådande lagstiftning.

## Etymologi och andra betydelser
En läxa kan i svenskan också avse en lärdom som dras genom ett misslyckande eller att något går på ett sätt man i förväg inte kunnat föreställa sig. Ordet har funnits i svenska språket innan 1520 i betydelsen läsning; ett stycke ur Bibeln som läses vid gudstjänst. Från latinets lectio, läsa.